# Laguz
| Laguz            | Laguz            | Laguz            | Laguz          | Laguz          | Laguz          | Laguz          |
| Nome             | Proto-germanico  | Proto-germanico  | Antico inglese | Antico inglese | Norreno        | Norreno        |
| ---------------- | ---------------- | ---------------- | -------------- | -------------- | -------------- | -------------- |
| Nome             | *Laguz / *Laukaz | *Laguz / *Laukaz | Lagu           | Lagu           | Logr / Lögr    | Logr / Lögr    |
| Significato      | lago, porro      | lago, porro      | oceano, mare   | oceano, mare   | acqua, cascata | acqua, cascata |
| Forma            | Fuþark antico    | Fuþark antico    | Fuþorc         | Fuþorc         | Fuþark recente | Fuþark recente |
| Forma            |                  |                  |                |                |                |                |
| Unicode          | ᛚ U+16DA         | ᛚ U+16DA         | ᛚ U+16DA       | ᛚ U+16DA       | ᛚ U+16DA       | ᛚ U+16DA       |
| Traslitterazione | l                | l                | l              | l              | l              | l              |
| Trascrizione     | l                | l                | l              | l              | l              | l              |
| IPA              | [l]              | [l]              | [l]            | [l]            | [l]            | [l]            |
| Ordine alfab.    | 21               | 21               | 21             | 21             | 15             | 15             |

*Laguz (in italiano "acqua" o "lago"), o *Laukaz (in italiano "porro"), è il nome proto-germanico ricostruito della runa del fuþark antico l (carattere Unicode ᛚ). Tale runa compare anche nel fuþorc anglosassone e frisone con il nome di Lagu ("oceano") e nel fuþark recente con il nome di Lögr (norreno islandese, "cascata") o Logr (norreno norvegese, "acqua").
La runa è identica nella forma alla lettera l dell'alfabeto retico. Il nome della corrispondente lettera dell'alfabeto gotico (, 𐌻) è lagus.
Dei due nomi della runa in proto-germanico, *laguz deriva direttamente da quello dei corrispondenti termini in antico inglese e norreno, presenti nei poemi runici. Il termine *laukaz (che significa "porro") è stato invece ricavato dalle iscrizioni più antiche, in cui è stato ipotizzato che tale runa abbreviasse appunto la parola *laukaz, simbolo di fertilità (come sulla fibula di Bülach).

## Poemi runici
La runa laguz è nominata in tutti e tre i poemi runici; in quelli norvegese ed islandese è chiamata lögr, mentre in quello anglosassone viene chiamata lagu.
| Poema runico: | Traduzione: |
| Antico norvegese ᛚ Lögr er, fællr ór fjalle foss; en gull ero nosser.                                                                                  | Una cascata è un fiume che cade dal fianco di una montagna; ma gli ornamenti sono d'oro.                                                                              |
| Antico islandese ᛚ Lögr er vellanda vatn ok viðr ketill ok glömmungr grund. lacus lofðungr.                                                            | L'acqua è corrente vorticosa ed un grande geyser e la terra del pesce.                                                                                                |
| Antico inglese ᛚ Lagu byþ leodum langsum geþuht, gif hi sculun neþan on nacan tealtum and hi sæyþa swyþe bregaþ and se brimhengest bridles ne gym[eð]. | L'oceano sembra infinito agli uomini, se vi si avventurano sulla barca rollante e le onde del mare li atterriscono e il destriero del mare non bada alle sue briglie. |